# Les Années passion
Les Années passion est un roman de l'écrivaine, historienne, journaliste et biographe Dominique Desanti, qui dépeint toute une époque, des Trente Glorieuses jusqu'à la fin des années 1980, publié en 1992.

## Présentation
Les Années passion est un roman largement autobiographique qui raconte l'histoire d'une époque liée à trois personnages qui y furent mêlés de près, épousant ses combats, ses illusions et ses désillusions.
C'est aussi l'histoire de ces trois personnages, Ariane l'héroïne qui a passionnément aimé deux hommes, Sébastien son mari et Xavier un architecte. Ils se sont retrouvés dans les valeurs de cette époque, la force de l'action collective et l'idée romantique que l'on peut agir sur son propre destin et sur le devenir du monde. Ils sont sans pitié envers eux-mêmes, entiers, pour la vérité dans le couple, la volonté de tout se dire, de ne pas tricher quelles qu'en soient les conséquences. Des conséquences qu'ils doivent assumer, même si c'est difficile de pratiquer 'la liberté sans mensonge'.
Ils se trouvent pris dans le tourbillon de l'histoire au temps de la guerre et de la Libération, au temps de la guerre d'Algérie, des 'événements' du mois de mai 1968 et la fin du monde communiste.
Pour Michèle Sarde, « la romancière évoque avec amour, dans la grande tradition, Paris moderne et Paris ancien. Dans cette ville multiforme foisonne un petit monde de personnages issus de tous les milieux car... Dominique Desanti est une créatrice de personnages. »